# 547 Пракседіс
547 Пракседіс (547 Praxedis) — астероїд головного поясу, відкритий 14 жовтня 1904 року Паулєм Ґьотцом у Гейдельберзі.